# Tecumseh

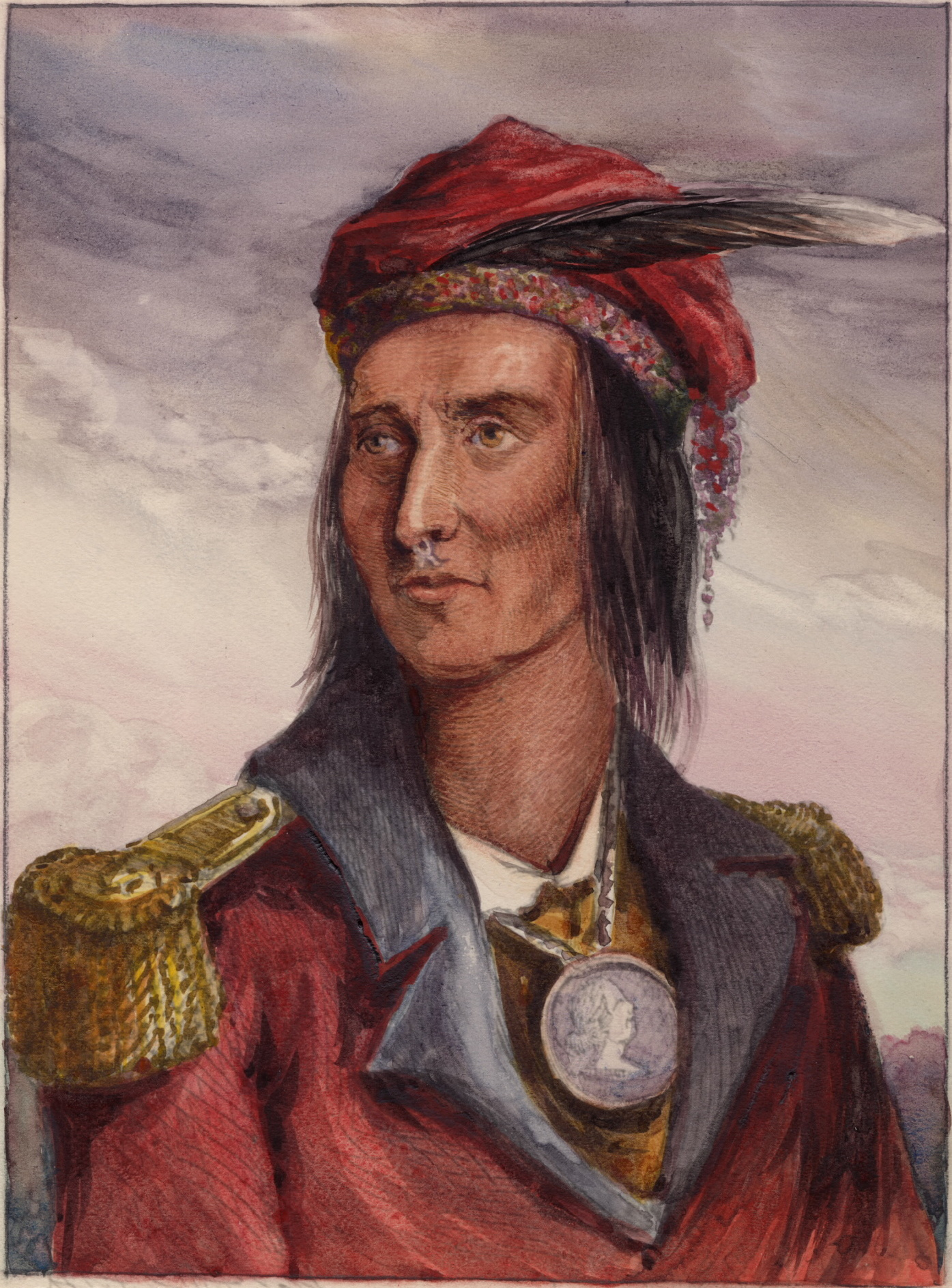
Obraz przedstawiający Tecumseha jako brytyjskiego generała

Tecumseh (Tecumthe, Tikamthe, Tecumtha – w j. shawnee imię utożsamiane ze Spadającą Gwiazdą , ur. 1768, zm. 5 października 1813) – wódz północnoamerykańskiego plemienia indiańskiego Szaunisów (Szawanezów), przywódca wojskowy, mówca, polityk, generał brytyjski. Na początku XIX w. był zwolennikiem utworzenia szerokiej konfederacji plemion indiańskich na południe od Wielkich Jezior, której celem byłoby powstrzymanie inwazji białych. Zgodnie z biografią autorstwa Johna Sugdena jego ojcem był Pukeshinwau (Lecąc Płonie), wódz wojenny szauniskiej grupy Kispoko z klanu Pantery, matką pochodząca z narodu Krików Methoataaskee (Żółwica Składająca Jaja). Rodzeństwo wg kolejności urodzeń: najstarszy brat Cheeseekau, siostra Tecumapease (Lecąca Nad Wodą), brat Sauaweseekau (Skacząca Pantera), oraz młodszy brat Laloeshiga, znany później jako Tenskwatawa (Otwarte Drzwi). Imię Tecumseha w uproszczeniu oznacza Spadającą z Nieba Gwiazdę i wiąże się z lecącym meteorytem w dniu jego narodzin, jednak biorąc pod uwagę barwne indiańskie określenia znaczy dokładnie "gwiaździstą istotę zlatującą z nieba". Ponieważ Tecumseh należał do klanu Pantery, jego imię Szaunisi utożsamiali z "panterą (pumą) spadającą z nieba na ofiarę", z czego Amerykanie ukuli Skaczącą Pumę. Tymczasem inne wyjaśnienie znajdziemy w portalu Ohio History Connection, gdzie określenie Tecumseh właściwie oznacza "tego, który przechodzi" w rozumieniu z jednego punktu do drugiego, przy czym imię wskazuje, że jego właściciel należy do klanu mistycznej Wielkiej Pantery siedzącej na nieboskłonie (jako gwiazda lub spadający meteoryt), stąd interpretacja Spadająca Gwiazda lub Skacząca (Przyczajona) Pantera.

## Życiorys

### Wojny na przełomie XVIII i XIX w.
W latach 70. i 80. XVIII w. trwały walki o dolinę rzeki Ohio pomiędzy Indianami, Brytyjczykami a Amerykanami. Z czasem plemiona indiańskie coraz lepiej rozumiały, że zawiązywanie sojuszy może zwiększyć ich możliwości militarne i własne bezpieczeństwo. Jesienią 1787 na czele połączonych sił Szaunisów, kanadyjskich Irokezów, Wyandottów, Mingo, Ottawów, Czikamaugów, Miami, Kikapów, Delawarów, Odżibwejów, Potawatomich, Lisów, Sauków i Mascoutenów stanął wódz plemienia Miamisów Michikinikwa (Mały Żółw).
Konfederacja, dysponująca dwoma tysiącami wojowników, odniosła kilka znaczących zwycięstw. W 1791 w bitwie nad rzeką Wabash wojska amerykańskie doznały największej, pod względem liczby zabitych i rannych, klęski w historii swych wojen z Indianami. W starciu w zachodnim Ohio Indianie zabili wówczas 600 i zranili 400 żołnierzy.
W tym samym roku rząd w Waszyngtonie wysłał do walki generała „Mad Anthony’ego” Wayne’a. W sierpniu 1794 przeciwnicy spotkali się pod Fallen Timbers – rozegrała się wówczas Bitwa pod zaporą z pni. Opuszczeni przez Brytyjczyków Indianie ulegli przeważającej sile wroga. W bitwie tej po raz pierwszy spotkali się na polu walki Tecumseh (wtedy mało znaczący wódz) i William Henry Harrison (wówczas młody porucznik).

### Początki konfederacji
W 1795 rozpoczęły się negocjacje pokojowe, których celem miało być zaprzestanie walk i umożliwienie Amerykanom osiedlania się w dolinie Ohio. Przeciwny ustępstwom terytorialnym Tecumseh zbojkotował negocjacje, był jednak jeszcze mało znany i bojkot nie przyniósł rezultatów. Wódz Szaunisów uznał, że konfederacja indiańskich plemion doliny Ohio nie jest w stanie powstrzymać ekspansji białych. Postanowił stworzyć znacznie szerszą koalicję Indian. Od tej pory wiele podróżował po Ameryce Północnej, prowadząc rozmowy z licznymi plemionami.
Wraz z Tecumsehem działał jego młodszy o trzy lata brat, Tenskwatawa (Otwarte Drzwi), wśród Białych znany jako Prorok. W 1805 przeżył on duchowe przebudzenie i oświadczył, że posiada ponadnaturalne zdolności. Początkowo podchodzono do niego nieufnie, ale jego wpływy wzrosły, gdy przewidział zaćmienie słońca. Kombinacja politycznych zdolności Tecumseha i duchowego przywództwa jego brata zaczęła przynosić efekty. W 1808 nad Tippecanoe w zachodniej Indianie ustanowiono stolicę konfederacji Tecumseha.

### Konflikt z Amerykanami
Tecumseh wiele podróżował, namawiając kolejne plemiona do przyłączenia się do konfederacji. W tym czasie gubernatorem Terytorium Indiany był wspomniany już Harrison. Z niepokojem patrzył on na rozwój wypadków, gdyż coraz bardziej prawdopodobny wydawał się wybuch wojny pomiędzy USA i Wielką Brytanią a Harrison obawiał się, że Tecumseh wesprze w wojnie Brytyjczyków.
Gdy w 1809 Tecumseh był w kolejnej ze swych podróży, Harrison perswazją i podstępem przekonał wodzów Delawarów, Miami, Kaskaskiów i Potawatomich, i wbrew wcześniejszym umowom i zapowiedziom odkupił od nich duże połacie ziemi (traktat z Fortu Wayne). Wywołało to ostrą reakcję Tecumseha. Wysłał on do Harrisona list, w którym stwierdził, że biali nie mają prawa nabywać od Indian ziemi. Pomiędzy oboma przywódcami dochodziło do spotkań, które jednak nie prowadziły do rozwiązania problemów.

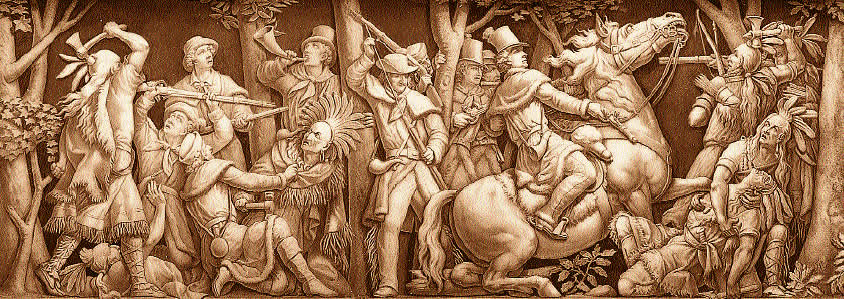
Fryz z rotundy Kapitolu przedstawiający śmierć Tecumseha.

### Porażki i śmierć
W 1811 Tecumseh wyruszył na południe, by przyprowadzić wsparcie ze strony Czikasawów, Czoktawów, Krików i Seminoli. Dowództwo przejął jego brat. W tym czasie Harrison na czele wojsk podszedł pod Tippecanoe. Tenskwatawa nakazał atak na obóz Amerykanów, jednak zakończył się on klęską. Indianie musieli opuścić osadę, którą zajął i spalił Harisson. Tecumseh powrócił w styczniu 1812, jednak jego starania o pozyskanie wojowników z południa spełzły na niczym. Mimo to wciąż cieszył się znacznym poważaniem u wielu Indian. Szanowali go również Brytyjczycy – współpracował np. z generałem Izaakiem Brockiem aż do jego śmierci pod Queenston Heights.
Do sierpnia 1813 William Henry Harrison dostał pod swoje dowództwo 8000 żołnierzy. Gdy Oliver Hazard Perry pokonał brytyjską flotę na jeziorze Erie i Brytyjczycy oraz Indianie musieli opuścić Detroit, Harrison ruszył za nimi w pościg. Doszło do konfliktów wśród sojuszników – dowódca brytyjski, gen. Henry Proctor, lekceważył Indian, jednocześnie posyłając ich do osłony tyłów. 5 października 1813 doszło do konfrontacji nad kanadyjską rzeką Thames (bitwa pod Moraviantown). W jej trakcie Brytyjczycy wycofali się z pola bitwy. Osamotnieni Indianie ponieśli klęskę, a Tecumseh zginął w walce. W literaturze istnieje kilkadziesiąt różnych opisów okoliczności jego śmierci.

## Literatura
Historia Tecumseha stała się tematem wielu książek. Seria trzech powieści Longina Jana Okonia – Tecumseh, Czerwonoskóry generał i Śladami Tecumseha, opisuje ona fikcyjne przygody Ryszarda Kosa, towarzyszącego Tecumsehowi w jego walce przeciwko Amerykanom. W tej powieści Tecumseh urodził się w roku 1770 i był bratem bliźniakiem Tenskwatawy (Otwarte Drzwi).
Tecumseh (pod imieniem Ta-Kumsaw), i Tenskwatawa (Tenskwa-Tawa) pojawiają się w powieści fantasy Orsona Scotta Carda Czerwony prorok, należącej do cyklu Opowieści o Alvinie Stwórcy.